# Pinus henryi
Pinus henryi ist eine Pflanzenart aus der Gattung der Kiefern (Pinus) innerhalb der Familie der Kieferngewächse (Pinaceae). Das natürliche Verbreitungsgebiet liegt in wenigen Gebieten in China. Häufig wird sie als Varietät Pinus tabuliformis oder Pinus massoniana zugerechnet.

## Beschreibung

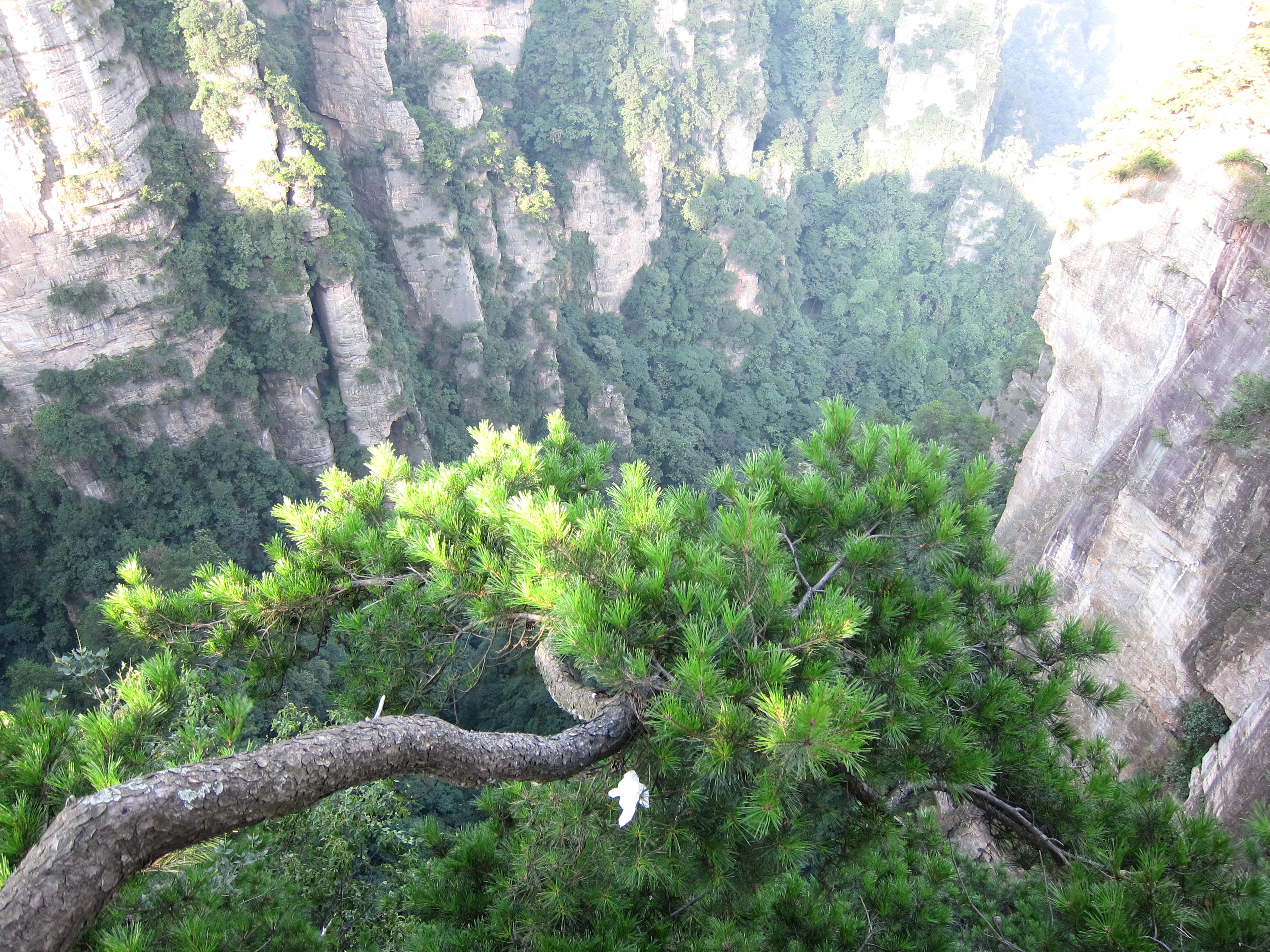
Ast mit Nadeln

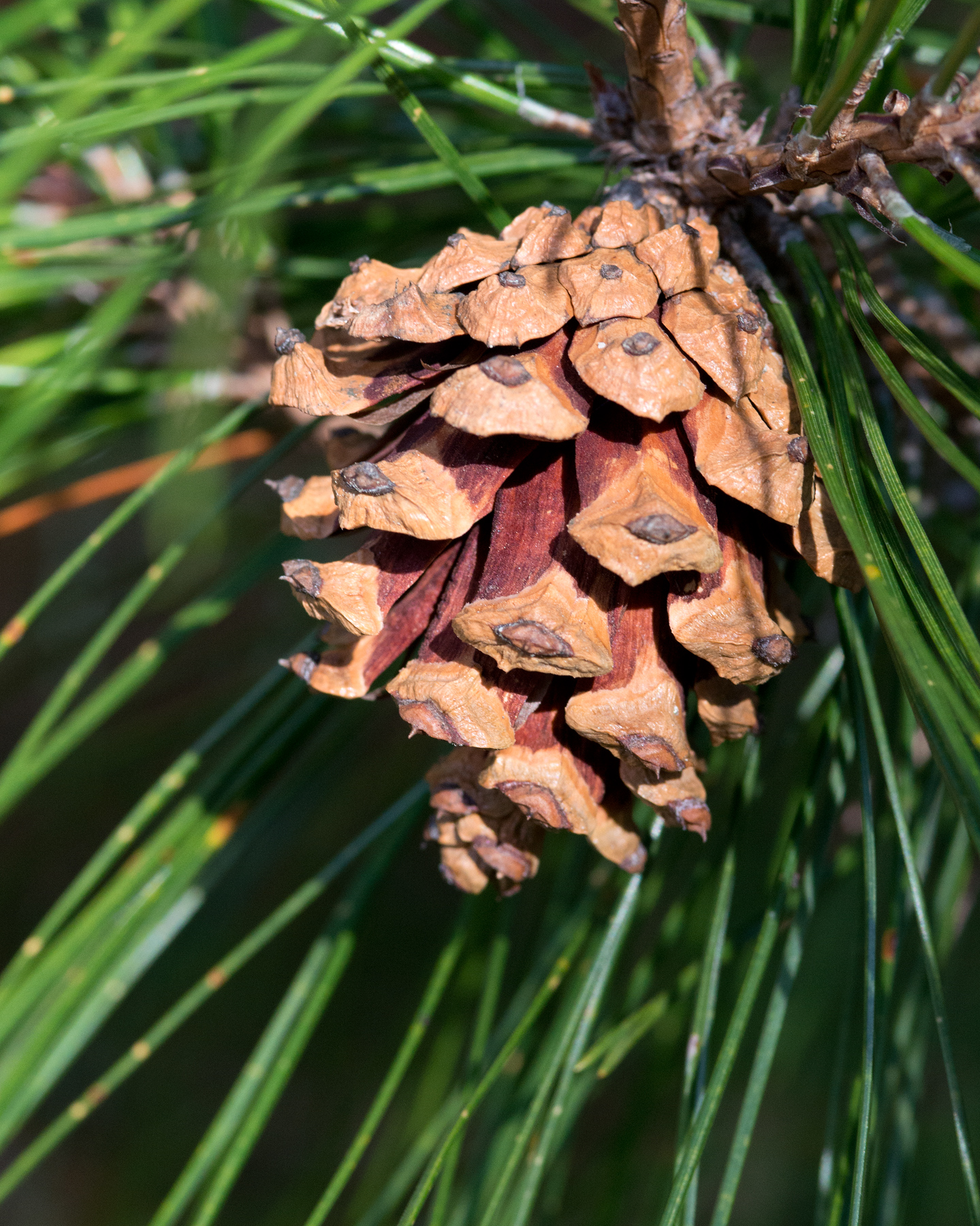
Zapfen

### Erscheinungsbild
Pinus henryi wächst als immergrüner Baum, erreicht Wuchshöhen von bis zu 25 Metern. Der Stamm bildet eine durchgehende Achse und erreicht Brusthöhendurchmesser von bis zu 1 Meter. Die Stammborke ist -und unter Witterungseinfluss grau, schuppig und zerbricht in große unregelmäßig geformte Platten, die in großen oder kleinen Teilen abblättern. Die Äste sind verdreht, ausgebreitet oder nach unten gebogen und bilden eine kuppelförmige bis flache Krone. Benadelte Zweige sind steif, ihre Rinde ist kahl und durch die nach dem Abwerfen der Nadeln zurückbleibenden Pulvini rau. Die Rinde ist im ersten Jahr rötlich-braun und meist glauk, sie wird später hell-braun, grau-braun oder grau.

### Knospen und Nadeln
Die vegetativen Knospen sind länglich, spitz und leicht harzig. Endständige Knospen sind etwa 20 Millimeter lang. Die Schuppenblätter wachsen angedrückt und sind blass-braun. Die Nadeln wachsen paarweise in einer 10 bis 15 Millimeter langen, bleibenden, basalen Nadelscheide. Die Nadeln sind grün, abstehend, gerade oder gebogen, weich, 7 bis 12 Zentimeter lang, 0,7 bis 1 Millimeter breit und häufig leicht verdreht. Der Nadelrand ist fein gesägt, das Ende spitz oder zugespitzt. Auf allen Nadelseiten gibt es Spaltöffnungslinien. Die Nadeln bleiben zwei bis drei Jahre am Baum.

### Zapfen und Samen
Die Pollenzapfen wachsen spiralig angeordnet in Gruppen an der Basis junger Zweige. Sie Pollenzapfen sind gelb und bei einer Länge von etwa 2 Zentimetern kurz-zylindrisch.
Die Samenzapfen wachsen einzeln oder in Paaren an kurzen Stielen. Ausgewachsene Zapfen sind geschlossen bei einer Länge von 2,5 bis 5 Zentimetern eiförmig, beinahe symmetrisch und haben geöffnet Durchmesser von 2,5 bis 5 Zentimetern. Die Samenschuppen sind braun, dünn holzig, steif und länglich bis verkehrt-eiförmig. Mit Ausnahme der an der Basis wachsenden Schuppen öffnen sie sich weit und biegen sich zurück. Die Apophyse ist anfangs grün und bei Reife glänzend oder rötlich-braun, im Umriss unterschiedlich geformt und nur leicht erhöht; sie ist entweder quer gekielt oder zeigt vier radiale Grate. Der Umbo ist abgesenkt und mit einem kleinen Stachel bewehrt. Die Zapfen bleiben noch mehrere Jahre nach der Abgabe der Samen am Baum.
Die blass-braunen und häufig gefleckten Samen sind bei einer Länge von 3,5 bis 5 Millimetern sowie einem Durchmesser von 2 bis 3 Millimetern eiförmig-länglich. Der dunkel-braune Samenflügel ist 9 bis 12 Millimeter lang und 4 bis 5 Millimeter breit.

## Vorkommen und Gefährdung
Das natürliche Verbreitungsgebiet von Pinus henryi liegt in den chinesischen Provinzen westliches Hubei, Chongqing und Hunan, südliches Shaanxi sowie nordöstliches Sichuan.
Pinus henryi ist in den Gebirgen Zentralchinas in mittleren Höhenlagen häufig und wächst in Höhenlagen von 1100 bis 2000 Metern. Sie gedeiht meist an trockenen, sonnigen Hänge und Hügeln, wo die Konkurrenz durch Laubbäume geringer ist, da die Wälder offener und weniger hoch sind als in feuchteren Gebieten. Es handelt sich auch um eine Pionierpflanze in Sekundärwäldern, wo man sie zusammen mit laubabwerfenden Sträuchern und Bäumen findet, die sie jedoch später häufig verdrängen.

### Gefährdung und Schutz
In der Roten Liste der IUCN wird Pinus henryi als „Near Threatened“ = „potenziell gefährdet“ eingestuft. Entwaldung und das Abholzen der Wälder für die lokale Verwendung verringern die Bestände, doch gibt es auch Populationen in geschützten Gebieten.

## Systematik
Die Erstbeschreibung erfolgte 1902 unter dem Namen Pinus henryi durch Maxwell Tylden Masters in Journal of the Linnean Society. Botany, Band 26, S. 550. Das Artepitheton henryi ehrt den englischen Dendrologen Augustine Henry (1857–1930), der schon früh die Pflanzenarten Chinas erforschte. 1983 wurde sie durch Chung Tian Kuan als Varietät Pinus tabuliformis var. henryi der Art Pinus tabuliformis zugerechnet. Diese Einordnung wurde von der Flora of China 1999 und von James E. Eckenwalder 2009 übernommen. Roman Businský stellte sie 1999 als Unterart zu Pinus tabuliformis. Das Taxon wurde auch als Varietät Pinus  massoniana zugeordnet. Aljos Farjon, IUCN sehen das Taxon jedoch als eigene Art Pinus henryi.
Die Art Pinus henryi gehört zur Untersektion Pinus der Sektion Pinus in der der Untergattung Pinus innerhalb der Gattung der Pinus. Pinus henryi ähnelt Pinus tabuliformis, unterscheidet sich von dieser jedoch durch die schmäleren Nadeln, die nicht dicker als 1 Millimeter sind, die kleineren Samenzapfen und die nur leicht erhöhte Apophyse. Von Pinus massoniana unterscheidet sie sich durch die deutlich kürzeren Nadeln, die kleineren, beinahe rundlich-eiförmigen Zapfen und die kürzeren Samenflügel.

## Verwendung
Das Holz von Pinus henryi hat ähnliche Eigenschaften wie jenes von Pinus tabuliformis, doch ist Pinus henryi weniger häufig und daher auch ein weniger wichtiger Holzlieferant. Pinus henryi wird gar nicht oder nur selten kultiviert und wurde Anfang des 20. Jahrhunderts auch nicht, wie viele andere chinesische Arten, in Europa eingeführt.